# Lennart Ljung (militär)
Karl Hilmer Lennart Ljung, född 13 mars 1921 i Sollefteå, död 19 november 1990 i Stockholm, var en svensk militär. Han var Sveriges överbefälhavare 1978–1986.

## Biografi
Ljung blev fänrik i signaltrupperna 1944, kapten i Generalstaben 1957 och tjänstgjorde vid Norra skånska infanteriregementet (I 6) 1960–1961. Han var lärare i strategi vid Militärhögskolan 1962–1963. Ljung blev överstelöjtnant 1964 och tjänstgjorde vid Gotlands regemente (P 18) 1965–1966 och blev överste 1966 samt chef operationsledning 2 i Försvarsstaben 1966. Han var därefter chef Upplands signalregemente (S 1) 1968–1971, sektionschef militärområdesstaben i Östra militärområdet 1971–1972 och blev generalmajor 1972. Samma år blev han chef för Arméstaben och han blev tillförordnad militärbefälhavare i Västra militärområdet 1974. Ljung blev generallöjtnant 1976 och var chef Försvarsstaben 1976–1978. År 1978 utnämndes han till general och Sveriges överbefälhavare vilket han var fram till 1986.
Ljung var överbefälhavare under ubåtsincidenten i Karlskrona, då den sovjetiska U-137 i oktober 1981 gick på grund i Blekinge skärgård. Han hade då ett nära samarbete med statsminister Thorbjörn Fälldin och var mycket framträdande under hela incidenten. Hans rapport om det hela uteslöt möjligheten att ubåten av misstag hamnat på svenskt territorium, och drev under kommande år frågan om högre anslag till militären för att bekämpa de ubåtsinträngningar som man menade kom från Sovjetunionen. 
Enligt Robert Dalsjös doktorsavhandling var Lennart Ljung den siste överbefälhavare som kände till det hemliga fredstida samarbetet med NATO, och även den som avvecklade samarbetet. Han blev ledamot av Kungliga Krigsvetenskapsakademien 1967 och hedersledamot av Kungliga Örlogsmannasällskapet 1980.
Lennart Ljung var son till kapten Hilmer Ljung och Greta, född Gustafsson. Han gifte sig 1947 med Gertrud Öhman (1922–2005). Deras son Lars Ljung är överste och före detta militärattaché och senare verksam vid Folke Bernadotteakademin. Makarna Ljung är begravna på Söderhamns kyrkogård.

## Militär karriär
- Fänrik 1944
- Kapten i Generalstaben 1957
- Överstelöjtnant 1964
- Överste 1966
- Chef för Upplands signalregemente 1968–1971
- Generalmajor och chef för Arméstaben 1972
- Tillförordnad militärbefälhavare i Västra militärområdet 1974
- Generallöjtnant och chef för Försvarsstaben 1976–1978
- General 1978
- Överbefälhavare 1978–1986
- Chef för H M Konungens stab  1986

## Utmärkelser
- Riddare av Svärdsorden, före 1968 [4]
- Kommendör av första klass av Svärdsorden, 6 juni 1973 [5]
- Kommendör av Legion of Merit, 1980 [6][7]
- Hans Majestät Konungens medalj i 12:e storleken i guld med kedja, 1986 [8]